# 주한 동티모르 대사관
주한 동티모르 대사관(포르투갈어: Embaixada de Timor-Leste em Seul, 테툼어: Embaixada Timor-Leste iha Seoul)은 대한민국 서울특별시 마포구 공덕동 467 마포롯데캐슬아파트 101동 2401호에 위치하고 있는 동티모르 대사관이다. 현직 주한 동티모르 대사는 그레고리우 조제 다 콘세이상 페헤이라 드 소자이다.

## 역사
동티모르는 1975년 11월 28일에 포르투갈로부터 독립을 선언했으나 인도네시아의 침공으로 인하여 강제 합병되었다. 그러다가 1998년에 인도네시아에서 수하르토 대통령이 반정부 시위의 여파로 인하여 권좌에서 물러난 이후에 취임한 바하루딘 유숩 하비비 대통령이 동티모르에 자치권을 부여한다고 밝혔다.
1999년 8월 30일에는 동티모르에서 인도네시아로부터의 완전한 독립 또는 인도네시아의 지배에 따른 자치 여부를 묻는 주민투표가 유엔의 감시를 통해 진행되었는데 전체 유권자 가운데 98.6%가 주민투표에 참여했다. 그 결과 78.5%가 찬성, 21.5%가 반대하면서 동티모르의 완전한 독립이 결정되었고 인도네시아 군대도 동티모르에서 철수했다. 하지만 주민투표 결과를 둘러싼 폭력 사태가 벌어지자 유엔은 오스트레일리아를 주축으로 한 다국적 유엔 평화유지군인 동티모르 국제군을 파견하기로 결의했고 대한민국도 동티모르에 상록수 부대를 파견했다. 1999년 10월 25일에는 유엔 동티모르 과도 행정 기구가 출범했다.
동티모르는 2002년 5월 20일에 인도네시아로부터 독립을 회복함과 동시에 대한민국과 수교했다. 대한민국 정부는 2001년 6월 25일에 동티모르 딜리에 주동티모르 대한민국 대표부를 설립했고 2002년 8월 8일을 기해 주동티모르 대한민국 대사관으로 승격되었다. 동티모르 정부는 2009년 2월 24일에 대한민국 서울에 주한 동티모르 대사관을 설립했다.

## 주요 업무
주요 업무는 대한민국 정부와의 외교, 교섭, 투자 유치 활동, 대한민국 거주 동티모르 국민의 보호 육성, 외교 정책 홍보, 문화, 학술, 체육 협력, 여권, 입국 사증 발급 및 영사 확인 업무 등이다.

## 같이 보기
- 대한민국-동티모르 관계
- 주동티모르 대한민국 대사관
- 동티모르의 재외공관 목록
- 대한민국 주재 외국공관 목록